# Rubus kasthuriae
Rubus kasthuriae är en rosväxtart som beskrevs av Kanchi Natarajan Gandhi. Rubus kasthuriae ingår i släktet rubusar, och familjen rosväxter. Inga underarter finns listade i Catalogue of Life.